# Touchstone
Touchstone è un formato proprietario originale per l'omonimo simulatore di circuiti lineari, nel dominio delle frequenze, della EESof, lanciato nel 1984.
Un file Touchstone è un file testuale in formato ASCII usato per caratterizzare dispositivi a n-porte, con i parametri s e di rumore.